# Hem (gruppo musicale)
Gli Hem sono una band di musica indie, folk-rock di New York, USA.
I membri del gruppo sono Sally Ellyson, Dan Messé, Gary Maurer, Steve curtis, George Rush, Mark Brotter, Bob Hoffnar e Heather Zimmerman.

## Discografia

### Album
- Rabbit Songs (CD) - DreamWorks - 2002
- Eveningland (CD) - Rounder Records - 2004
- No Word From Tom (CD) - Nettwerk - 2006
- Funnel Cloud (CD) - Nettwerk - 2006
- Twelfth Night (CD) - Waveland – 2009
- Departure And Farewell (CD) - Waveland – 2013

### EP e singoli
- I'm Talking with My Mouth EP (CD) - Waveland Records/Setanta Records - 2002
- Birds, Beasts, & Flowers EP (CD) -Arena Rock Recording Co. - 2004
- Home Again, Home Again EP (CD) – 2007

### Compilation
- This Is Next Year: A Brooklyn-Based Compilation (CD) - Arena Rock Recording Co. - 2001
- Almost You: The Songs of Elvis Costello (CD) - Bar None Records - 2003
- Stockings By the Fire (CD) - Hear Music - "Have Yourself a Merry Little Christmas" – 2007